# Kaltenberg (Gemeinde Lichtenegg)
Kaltenberg ist eine Ortschaft in der Gemeinde Lichtenegg in Niederösterreich.

## Geografie
Die Rotte mit einer Seehöhe von 833 m ü. A. befindet sich etwa drei Kilometer nordwestlich von Lichtenegg auf einem Bergrücken. Im Ort steht die Wallfahrtskirche Kaltenberg, die besser unter dem Namen Wallfahrtskirche Maria Schnee bekannt ist.

## Geschichte
Die Häuser des Ortes waren früher mit den umliegenden Siedlungen als Amt Lichtenegg zusammengefasst. Die Herrschaft Kirchschlag und die Herrschaft des Stifts Neukloster verfügten hier über behauste Untertanen und Grundholde. Laut Adressbuch von Österreich waren im Jahr 1938 in Kaltenberg ein Gastwirt, ein Schmied, ein Schneider, ein Schuster, ein Viktualienhändler, ein Wagner und einige Landwirte ansässig.